# Prée-d'Anjou
Prée-d'Anjou est une commune française, située dans le département de la Mayenne en région Pays de la Loire, peuplée de 1 392 habitants.
La commune fait partie de la province historique de l'Anjou (Haut-Anjou).

## Géographie

### Communes limitrophes
| Denazé                  | Simplé                               | Marigné-Peuton              |
| Pommerieux, Mée         | Prée-d'Anjou                         | Château-Gontier-sur-Mayenne |
| Saint-Quentin-les-Anges | Segré-en-Anjou Bleu (Maine-et-Loire) | Chemazé                     |

### Climat
Pour des articles plus généraux, voir Climat des Pays de la Loire et Climat de la Mayenne.
En 2010, le climat de la commune est de type climat océanique altéré, selon une étude du CNRS s'appuyant sur une série de données couvrant la période 1971-2000. En 2020, Météo-France publie une typologie des climats de la France métropolitaine dans laquelle la commune est exposée à un climat océanique et est dans une zone de transition entre les régions climatiques « Bretagne orientale et méridionale, Pays nantais, Vendée » et « Moyenne vallée de la Loire ». 
Pour la période 1971-2000, la température annuelle moyenne est de 11,6 °C, avec une amplitude thermique annuelle de 13,8 °C. Le cumul annuel moyen de précipitations est de 707 mm, avec 11,8 jours de précipitations en janvier et 6,5 jours en juillet. Pour la période 1991-2020, la température moyenne annuelle observée sur la station météorologique de Météo-France la plus proche, sur la commune de Cossé-le-Vivien à 13 km à vol d'oiseau, est de 12,0 °C et le cumul annuel moyen de précipitations est de 796,1 mm,. Pour l'avenir, les paramètres climatiques de la commune estimés pour 2050 selon différents scénarios d'émission de gaz à effet de serre sont consultables sur un site dédié publié par Météo-France en novembre 2022.

## Urbanisme

### Typologie
Au 1er janvier 2024, Prée-d'Anjou est catégorisée commune rurale à habitat dispersé, selon la nouvelle grille communale de densité à sept niveaux définie par l'Insee en 2022.
Elle est située hors unité urbaine. Par ailleurs la commune fait partie de l'aire d'attraction de Château-Gontier-sur-Mayenne, dont elle est une commune de la couronne,. Cette aire, qui regroupe 19 communes, est catégorisée dans les aires de moins de 50 000 habitants,.

## Toponymie
Le gentilé est Préens.

## Histoire
Créée par un arrêté du préfet de la Mayenne du 2 août 2017, elle regroupe les anciennes communes d'Ampoigné et de Laigné à compter du 1er janvier 2018.

## Politique et administration

### Conseil municipal
Entre 2018 et 2020, le conseil municipal de la nouvelle commune était constitué de tous les conseillers municipaux issus des conseils des anciennes communes. Le maire de chacune d'entre elles est pendant cette période maire délégué.

| Nom            | Code Insee | Intercommunalité              | Superficie (km2) | Population (dernière pop. légale) | Densité (hab./km2) |
| -------------- | ---------- | ----------------------------- | ---------------- | --------------------------------- | ------------------ |
| Laigné (siège) | 53124      | CC du Pays de Château Gontier | 21,54            | 867 (2015)                        | 40                 |
| Ampoigné       | 53004      | CC du Pays de Château-Gontier | 21,12            | 563 (2015)                        | 27                 |

### Liste des maires
| Période        | Période  | Identité       | Étiquette | Qualité     |
| -------------- | -------- | -------------- | --------- | ----------- |
| 9 janvier 2018 | En cours | Serge Guilaumé | SE        | Agriculteur |

## Population et société

### Démographie
L'évolution du nombre d'habitants est connue à travers les recensements de la population effectués dans la commune depuis sa création.

En 2022, la commune comptait 1 392 habitants, en évolution de −3 % par rapport à 2016 (Mayenne : −0,73 %, France hors Mayotte : +2,11 %).
| 2015  | 2020  | 2022  |
| ----- | ----- | ----- |
| 1 430 | 1 389 | 1 392 |

## Culture locale et patrimoine

### Lieux et monuments
- Château d'Ampoigné.
- Grange seigneuriale de Chéripeau.
- Église Saint-Jean-Baptiste d'Ampoigné.
- Église Saint-Martin-de-Vertou de Laigné.